# Budgetdepartementet
Budgetdepartementet var 1976–1982 ett departement i regeringskansliet. Det bildades efter delningen av det dittillsvarande finansdepartementet i två departement: budgetdepartementet och ekonomidepartementet. Bakgrunden till delningen anses ha varit oenighet mellan Moderaterna och Folkpartiet om vilket av partierna som skulle besätta finansministerposten 1976. I folkpartiregeringen 1978–79 var Ingemar Mundebo chef för båda departementen. Även under mittenregeringen 1981–82 hade departementen en gemensam chef, Rolf Wirtén.
Under budgetdepartementet sorterade följande sakområden:
- budgetsamordningen i regeringen
- skattefrågor
- kommunalekonomiska frågor
- den statliga revisionsverksamheten
- presstöd
- samhällsinformation

## Lista över Sveriges budgetministrar
| Namn             |             | Ämbetsperiod                    | Politisk tillhörighet |
| ---------------- | ----------- | ------------------------------- | --------------------- |
| Ingemar Mundebo  | (1930–2018) | 25 november 1976–31 juli 1980   | Folkpartiet           |
| Rolf Wirtén      | (1931–2023) | 1 augusti 1980–8 oktober 1982   | Folkpartiet           |
| Kjell-Olof Feldt | (1931–2025) | 8 oktober 1982–31 december 1982 | Socialdemokraterna    |

### Biträdande statsråd (konsultativa statsråd) i budgetdepartementet
| Namn              |             | Portfölj         | Ämbetsperiod                    | Politisk tillhörighet |
| ----------------- | ----------- | ---------------- | ------------------------------- | --------------------- |
| Marianne Wahlberg | (1917–2006) | Löneminister     | 18 oktober 1978–12 oktober 1979 | Folkpartiet           |
| Olof Johansson    | (född 1937) | Personalminister | 12 oktober 1979– 8 oktober 1982 | Centerpartiet         |

## Budgetchefer
- Bengt Johansson 1976–1981
- Björn Eriksson 1981–1982

Departementet återuppgick 1983 i Finansdepartementet.